# Miki Alexandrescu
Dan „Miki” Alexandrescu (n. 5 decembrie 1951, București, România – d. 13 martie 2020, Le Chesnay, Île-de-France, Franța) a fost un jurnalist și comentator sportiv român, cunoscut mai ales pentru prezentarea curselor de Formula 1.

## Biografie
Dan Alexandrescu s-a născut în București pe 5 decembrie 1951. A fost fiul lui Emilian Alexandrescu, unul dintre fondatorii școlii de șoferi și motocicliști amatori din București. Într-o declarație pentru revista Capital, acesta a spus că pasiunea pentru sporturile cu motor a căpătat-o de când tatăl său îl lua cu el la poligon. În 1973 a absolvit Academia de Studii Economice. Până în anul 1981, a făcut parte din echipa Dacia participând la diverse curse din campionatul european.
În 1981, Alexandrescu a părăsit România după ce casa și mașina i-au fost confiscate, mutându-se în Franța. A devenit corespondent pe teme de automobilism pentru diverse ziare din Japonia, SUA, Canada, Taiwan, Italia și Anglia.
Doi ani mai târziu, a început să se concentreze pe cursele de Formula 1. Debutul de comentator a avut loc în 1990 pentru Televiziunea Română, urmând să lucreze pentru ProTV după ce ProSport Group a cumpărat dreptul de transmisie pentru raliurile de Formula 1. Potrivit unei întelegeri cu Adrian Sârbu, proprietarul Media Pro, Alexandrescu nu a fost plătit pentru comentariile curselor, întrucât îi erau acoperite costurile biletelor, transportului și cazării. În 2011, drepturile de transmisiune au fost cumpărate de Digi Sport, însă Alexandrescu nu a făcut parte din echipa de comentatori; Automarket a afirmat că motivul a fost „lipsa de profesionalism pe care a arătat-o în ultimii ani” simțită în rândul fanilor sportului. Spre finalul vieții, a fost comentator pentru Eurosport.
Alexandrescu a decedat pe 13 martie 2020, în urma unui infarct. Conform postării publicate de Eurosport pe Facebook, infarctul a avut loc în urma unui meci de tenis jucat cu fiul său. Recent fusese operat pe inimă într-un spital din Paris. A fost înmormântat pe 21 martie în București, trupul său fiind transportat cu dificultate în România din cauza pandemiei de coronavirus din acea perioadă.